# Srpski Holywood
Srpski Holywood je instalacija od metalnih cevi i lima kojim je ispisano belim metalnim slovima HOLYWOOD i nešto sitnije ispisano ćirilicom СРПСКИ. Instalacija se nalazi na proplanku planine Rudnik, vidljiv sa ibarske magistrale, 12 km pre Gornjeg Milanovca iz pravca Ljiga.
Idejni tvorac je umetnik Ivan Jakovljević, alijas Ivo Car, iz sela Mutanj, koji je, s namerom da skrene pažnju meštana i drugih prolaznika,
izgradio 1. novembra 2007. godine, natpis čini osam slova koja su dimenzija 2,5x3 m. Natpis je izuzetno posećen od strane turista iz svih krajeva Srbije, ali i turista iz inostranstva.
U toku noći, natpis je osvetljen LED reflektorima, koje su donirala preduzeća „Rudnuk DOO” sa Rudnika i preduzeće Contango iz Beograda. 
Kod instalacije se od 2011. godine, u toku leta, održava Međunarodni filmski festival „Srpski Holywood”, kao svojevrsna revija nezavisnih off-filmova.

## Spoljašnje veze
- Zvanična internet prezentacija Архивирано на веб-сајту  (21. децембар 2019)